# Kviddtjärnen (Karlskoga socken, Värmland, 659307-143150)
Kviddtjärnen är en sjö i Karlskoga kommun i Värmland och ingår i Göta älvs huvudavrinningsområde. Sjön är 16 meter djup, har en yta på 0,0541 kvadratkilometer och är belägen 211,6 meter över havet.

## Delavrinningsområde
Kviddtjärnen ingår i det delavrinningsområde (658511-143013) som SMHI kallar för Mynnar i Gullspångsälven. Medelhöjden är 186 meter över havet och ytan är 28,12 kvadratkilometer. Det finns inga avrinningsområden uppströms utan avrinningsområdet är högsta punkten. Lerälven som avvattnar avrinningsområdet har biflödesordning 3, vilket innebär att vattnet flödar genom totalt 3 vattendrag innan det når havet efter 293 kilometer. Avrinningsområdet består mestadels av skog (72 procent). Avrinningsområdet har 1,24 kvadratkilometer vattenytor vilket ger det en sjöprocent på 4,4 procent.